# Ґао Янь
Ґао Янь (кит.: 高演; піньїнь: Gāo Yǎn; 535–561) — третій імператор Північної Ці з Північних династій.

## Життєпис
Був третім з шести синів генерала Ґао Хуаня й молодшим братом засновника династії Ґао Яна. Прийшов до влади поваливши та згодом убивши свого малолітнього племінника Ґао Їня.
Більшість джерел називають його здібним правителем, однак його володарювання було нетривалим. 561 року Ґао Янь помер від травм, отриманих внаслідок падіння з коня. Після Ґао Яня Північна Ці більше не мала гідних правителів. По його смерті трон успадкував його молодший брат Ґао Чжань.

## Девіз правління
- Хуанцзянь (皇建) 560—561